# 故事宮寓
《故事宮寓》是一部2020年的臺灣奇幻迷你劇集，由李芸嬋導演、蔡柏璋編劇，故事以國立故宮博物院十種館藏文物為題材。全劇共10集，每集約5分鐘。自2020年12月20日起在myVideo、八大電視台、LINE TV及公共電視陸續上映。

## 製作
《故事宮寓》由李芸嬋導演、蔡柏璋編劇。製作總經費將近新台幣一千萬，主場景由王誌成設計，耗資新台幣200萬元。服裝由王逸飛操刀，兩位都是曾獲得金馬獎最佳美術的設計師。

## 故事

### 設定
故事背景是受到嚴重特殊傳染性肺炎影響的時代，劇情圍繞著住在一棟傍河公寓的十位住戶，狂風暴雨摧毀了公寓的聯外橋樑，讓九名住戶被困在公寓中，而另外一名出門在外，沒有被困住。這十位住戶是國立故宮博物院館藏文物的擬人化形象，分別由五位男演員、五位女演員飾演。

### 角色
《故事宮寓》的十位演員分別詮釋不同的文物。連俞涵詮釋《快雪時晴帖》，透過華麗服飾與褪去服裝後的對比，呈現《快雪時晴帖》中簡短內文與後世大量批註、鈐印的反差；張鈞甯飾演青瓷無紋水仙盆，必須做出「把剪刀放在頭上」等怪異行徑，她對於能飾演非正常人類感到有趣。李芸嬋認為這是全劇裡較難理解的一集，所幸張鈞甯的能力足以駕馭。
林鶴軒詮釋《谿山行旅圖》，每句台詞都是四個字，而且台詞並不多，讓林鶴軒初見劇本時不知該用什麼口氣來說這些台詞。劇中他所發現的壁畫是請該劇美術設計的六歲兒子幫忙繪製；李國毅飾演翠玉白菜，是所有演員中台詞最多的一位。他在劇中不僅有多達三張A4紙的台詞，還必須同時做菜，拍攝更要一鏡到底。雖然因為翠玉白菜是故宮的高人氣文物，讓李國毅接演時非常興奮，但他看到台詞量並得知拍攝方式後，反倒興起辭演念頭。
和李國毅相比，飾演灰陶加彩仕女俑的張榕容只有兩個字的台詞，並有五套不同的服裝和妝髮；徐若瑄演繹《廬山高》，必須戴上虛擬實境眼鏡，在房間裡假裝攀岩。實際拍攝時，眼鏡並未開啟，因此過程全憑導演指示和想像，她在詮釋時做出許多滑稽動作，引發現場工作人員嘻笑。她提到自己在歷經產後憂鬱時也經常靠想像力來調適身心。
瑞瑪·席丹詮釋霽青描金游魚轉心瓶，飾演一位游泳運動員，心境在渴望偷懶與自主訓練間拔河，而兩個心境的狀態也對應轉心瓶的結構；劉冠廷詮釋龍冠鳳紋玉飾，是故事中最神秘的角色，必須坐在浴缸內迅速縮起身體，他的屁股和大腿因此破皮。
莊凱勛飾演愛乾淨的水電師傅，為了詮釋用於盛水的蟠龍紋盤，他的手上繪製與文物相同的圖案，並在劇中洗澡；吳念軒飾演貫穿全劇的郵差小鄭，雖然出現在許多集裡，但實際演出時都是他的獨角戲，他是唯一有外景的演員，拍攝過程屢遭意外，包括空拍機失控、機車故障等。

## 播出
《故事宮寓》的第一支前導預告〈女演員篇〉於2020年11月16日發布，第二支預告〈男演員篇〉於11月30日發布。劇組於2020年12月14日舉辦發布記者會。全劇於12月20日在myVideo、八大電視台上映，12月21日在LINE TV上架。2021年2月8日至2月17日於公共電視逐集播出。此外，在故宮舉辦的「魔幻山水歷險數位展」的展場中，也播放該劇的影片供遊客欣賞。

## 劇集列表
| 集數 | 標題                         | 主題文物               | 演出           | 首播日期       |
| --- | ---------------------------- | ---------------------- | -------------- | -------------- |
| 1 | 快雪時晴帖：連俞涵           | 快雪時晴帖             | 連俞涵         | 2020年12月20日 |
| 水淹及胸的暴雨使公寓成為孤島。在公寓內，甫在頒獎典禮上獲得最佳女主角的王希打開手機，看到網友對自己的兩極評價。王希想起學校時期的往事，認為要讓心情平靜下來實屬不易。結尾描述王羲之的《快雪時晴帖》內容簡短，如同現代的簡訊。在《快雪時晴帖》長長的摺頁中，原文僅有28字，其餘都是後人評註和鈐印。 |                              |                        |                |                |
| 2 | 青瓷無紋水仙盆：張鈞甯       | 北宋汝窯青瓷無紋水仙盆 | 張鈞甯、吳念軒 | 2020年12月20日 |
| 主角是水仙盆，按照「剪刀找貓法」尋找它的貓，它喝了很多水，腳踏電磁爐上，頭頂剪刀後靜坐不動，直到郵差把裝著貓的包裹送來。結尾描述今人無法斷定北宋汝窯青瓷無紋水仙盆究竟是貓食盆、狗食盆或種植水仙的花器。 |                              |                        |                |                |
| 3 | 谿山行旅圖：林鶴軒           | 谿山行旅圖             | 林鶴軒         | 2020年12月20日 |
| 范寬從小被祖母帶大，準備到英國念書，但風雨使得貨運公司無法前來。他發現屋內牆壁的壁紙後有自己孩提時的塗鴉，以及自己的身高紀錄。結尾描述《谿山行旅圖》畫中樹叢中藏有暗款，經故宮技工牛性群和副院長李霖燦確認後，於1958年確立該畫作者為范寬。 |                              |                        |                |                |
| 4 | 灰陶加彩仕女俑：張榕容       | 灰陶加彩仕女俑         | 張榕容         | 2020年12月20日 |
| 暴風雨和淹水持續，主角已和外界隔離數天，她每日都為自己梳妝打扮，期盼著能和伊人相會，卻遲遲等不到音訊。後來她收到信，由她心上人的家人寄來，信中表示那人已被暴風雨沖走，並告訴她別為他陪葬。結尾描述人形俑是唐代隆重葬禮中常見陪葬品，而灰陶加彩仕女俑充份表現出盛唐仕女的形象。 |                              |                        |                |                |
| 5 | 翠玉白菜：李國毅             | 翠玉白菜               | 李國毅、吳念軒 | 2020年12月20日 |
| 受暴風雨影響，阿鍾師（諧音：螽斯）被迫在家工作，開直播教人烹飪。他訂了許多食材，卻只收到一顆白菜，只好以白菜製作開陽白菜、白菜滷、奶油燉白菜，烹飪途中還穿插入了毛公鼎和肉形石照片，並在每道菜最後都加了隻螽斯。結尾描述故宮收藏了三顆翠玉白菜。 |                              |                        |                |                |
| 6 | 霽青描金游魚轉心瓶：瑞瑪席丹 | 霽青描金游魚轉心瓶     | 瑞瑪·席丹      | 2020年12月20日 |
| 主角是游泳運動員，由於被淹水隔離在公寓中，她一方面想休息，一方面認為應該自主訓練。於是她分裂成兩個形象，一個躺在房間正中央的沙發上，一個繞著房間外圍慢跑，後來前者受到影響，也開始在房間裡練習游泳。結尾描述霽青描金游魚轉心瓶是受走馬燈啟發而生的器物，該瓶分成內外兩層，轉動瓶頸可使內層旋轉，並透過外層開光看見金魚優游的姿態。 |                              |                        |                |                |
| 7 | 廬山高：徐若瑄               | 廬山高                 | 徐若瑄、吳念軒 | 2020年12月20日 |
| 由於被淹水隔離在公寓中，主角被迫取消旅行行程，並幻想自己出國旅遊，用虛擬實境眼鏡模擬登山。此外，故事還提及此公寓限水，但頂樓有異樣的水聲，並提及郵差小鄭是唯一身處在公寓之外，可自由行動的人。結尾描述《廬山高》出自明代畫家沈周之手，是他祝賀老師陳寬所畫，可視為一張巨幅生日賀卡。 |                              |                        |                |                |
| 8 | 龍冠鳳紋玉飾：劉冠廷         | 龍冠鳳紋玉飾           | 劉冠廷         | 2020年12月20日 |
| 隔離第七天，頭戴鋁箔紙帽的主角從浴缸中醒來，發現自己的法術沒有效用。在趕走蟑螂後，他再次施法並進入浴缸中，這次他的法術成功令他穿越時空，原本的浴缸僅留一頂鋁箔紙帽，而他在另一個時空中的浴缸起身，並戴上了口罩。結尾描述龍冠鳳紋玉飾是商代晚期玉器，是用於和神靈、祖先溝通的法器。 |                              |                        |                |                |
| 9 | 蟠龍紋盤：莊凱勛             | 蟠龍紋盤               | 莊凱勛、劉冠廷 | 2020年12月20日 |
| 隔離第八天，依然限水。水電工龍師傅以「內外夾弓大立腕」的方式，用自製洗手台洗手。他接到電話，得知住戶提到頂樓有異樣的水聲，便前往查看。龍師傅在頂樓房間看到浴缸，對浴缸的特殊設計深感好奇，浴缸開始湧出了水，讓長期無水可用的他非常喜悅，脫光衣服想進去洗澡，然而第8集的主角突然從浴缸中出現，表示自己從平行時空帶了重要的訊息回來，他戴上口罩後離去。而進浴缸泡澡的龍師傅不久後從浴缸中消失。劇中描述蟠龍紋盤是用於盛裝用過的水的容器。 |                              |                        |                |                |
| 10 | 皇帝硃批奏摺：吳念軒         | 硃批奏摺               | 吳念軒         | 2020年12月20日 |
| 郵差小鄭想把貓送到公寓中，但他無法橫越湍急水勢，只好操控無人機，吊著裝貓的包裹並將包裹送給第2集的主角。之後幾天，小鄭同樣用無人機送信或包裹給第4集、第5集、第6集的主角，劇中穿插化用雍正的批註。最後小鄭在快遞簽收單寫上自己的名字「鄭知蹈」（諧音：朕知道），而暴風雨所造成的疫情也受到控制，隔離措施陸續解封。結尾描述皇帝奏摺是康熙以後開始推行的公文書，清朝留下大批硃批奏摺之中，又以雍正皇帝所批字數最多。                        |                              |                        |                |                |

## 評價
《故事宮寓》在美國休士頓獨立製片與國際影片影展中獲得「電視及網路製作—文化類金獎」。